# Trương Văn Thái Quý
Trương Văn Thái Quý (sinh 22 tháng 8 năm 1997) là một cầu thủ bóng đá chuyên nghiệp người Việt Nam hiện đang thi đấu ở vị trí tiền vệ 
cho câu lạc bộ Hà Nội và Đội tuyển quốc gia Việt Nam.

## Sự nghiệp
Trương Văn Thái Quý trưởng thành từ lò đào tạo bóng đá trẻ PVF. Đến mùa giải năm 2017, anh là một trong 4 thành viên được đơn vị chủ quan gửi tới câu lạc bộ Hà Nội để tiếp tục theo con đường bóng đá chuyên nghiệp. Đây cũng là năm đáng nhớ của Trương Văn Thái Quý khi anh góp mặt trong danh sách cuối cùng của U-20 Việt Nam tham dự U-20 World Cup. Sau đó, anh còn cùng U-23 Việt Nam giành ngôi á quân giải U-23 châu Á 2018 và huy chương Vàng SEA Games 2019.
Ngày 1 tháng 6 năm 2022, Trương Văn Thái Quý ra mắt đội tuyển quốc gia Việt Nam khi đá chính trong trận đấu giao hữu gặp Afghanistan trên sân vận động Thống Nhất.
Ngày 4 tháng 8 năm 2022, Trương Văn Thái Quý đặt bút ký vào bản hợp đồng có thời hạn đến năm 2026 với câu lạc bộ Hà Nội. Ngày 27 tháng 11, Thái Quý đã lập một "siêu phẩm" từ khoảng cách khoảng 75 mét vào lưới Topenland Bình Định trong trận chung kết cúp Quốc gia.

## Thống kê sự nghiệp

### Quốc tế
Tính đến ngày 1 tháng 6 năm 2022
| Đội tuyển quốc gia | Năm       | Trận | Bàn |
| ------------------ | --------- | ---- | --- |
| Việt Nam           | 2022      | 1    | 0   |
| Tổng cộng          | Tổng cộng | 1    | 0   |

## Danh hiệu

### Câu lạc bộ
Hà Nội FC
- V.League 1:

 Vô địch (3): 2018, 2019, 2022
 Á quân (2): 2020, 2023
 Hạng 3 (2): 2017, 2023–24
- Cúp Quốc gia:

 Vô địch (3): 2019, 2020, 2022
 Á quân (1): 2023–24
 Hạng 3 (1): 2018
- Siêu cúp Quốc gia:

 Vô địch (4): 2018, 2019, 2020, 2022

### Quốc tế
U-19 Việt Nam
- Giải vô địch bóng đá U-19 châu Á:

 Hạng 3: 2016
- Giải vô địch bóng đá U19 Đông Nam Á:

 Hạng 3: 2016
U-22 Việt Nam
- Đại hội Thể thao Đông Nam Á:

 Vô địch: 2019
U-23 Việt Nam
- Giải vô địch bóng đá U-23 châu Á:

 Á quân: 2018
 Hạng 3: M-150 Cup 2017